# Wschowski
Wschowski là một huyện thuộc tỉnh Lubuskie của Ba Lan. Huyện có diện tích 624 km². Đến ngày 1 tháng 1 năm 2011, dân số của huyện là 39168 người và mật độ 63 người/km².